# Hércules Barsotti
Hércules Rubens Barsotti (São Paulo, 20 de julho de 1914 – São Paulo, 21 de dezembro de 2010) foi um artista plástico, pintor, desenhista, programador visual e gravador brasileiro.

## Biografia
Nascido no bairro da Mooca filho dos imigrantes italianos Onorato Barsotti e Virginia Flessati, Hércules iniciou formação artística em 1926, sob orientação do pintor Enrico Vio (1874-1960), com quem estuda desenho e composição. 
Em 1937, forma-se em química industrial pelo Instituto Mackenzie. Começa a pintar em 1940 e, na década seguinte, realiza as primeiras pinturas concretas, além de trabalhar como desenhista têxtil e projetar figurino para o teatro. 
Em 1954, com Willys de Castro (1926-1988), funda o Estúdio de Projetos Gráficos, elabora ilustrações para várias revistas e desenvolve estampas de tecidos produzidos em sua tecelagem. Viaja a estudo para a Europa em 1958, onde conhece Max Bill (1908-1994), então um dos principais teóricos da arte concreta. 
Na década de 1960, convidado por Ferreira Gullar (1930-2016), integra-se ao Grupo Neoconcreto do Rio de Janeiro e participa das exposições de arte do grupo realizadas no Ministério da Educação e Cultura (MEC), no Rio de Janeiro, e no Museu de Arte Moderna de São Paulo (MAM/SP). Em 1960, expõe na mostra Konkrete Kunst [Arte Concreta], organizada por Max Bill, em Zurique. Hercules Barsotti explora a cor, as possibilidades dinâmicas da forma e utiliza formatos de quadros pouco usuais, como losangos, hexágonos, pentágonos e circunferências. Em sua obra a disposição dos campos de cor cria a ilusão de tridimensionalidade. Entre 1963 e 1965, colabora na fundação e participa do Grupo Novas Tendências, em São Paulo. Em 2004, o Museu de Arte Moderna de São Paulo (MAM) organiza uma retrospectiva do artista.
Conhecido por seu trabalho concretista, Barsotti fundou o Estúdio de Projetos Gráficos, em 1954, junto com Willys de Castro. Na década de 1960, ele fez parte do Grupo Neoconcreto do Rio. Em 2004, o Museu de Arte Moderna de São Paulo organizou a exposição "Hércules Barsotti: Não-Cor Cor".